# Kristallografi

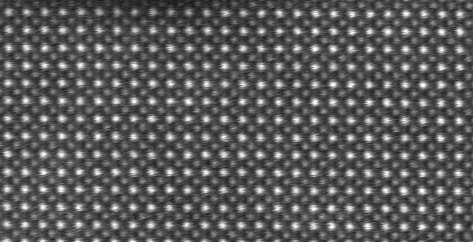
Bild av strontiumtitanat SrTiO_{3} där man ser de enskilda atomerna.

Kristallografi är en experimentell vetenskap som studerar atomstrukturer i solida material. I äldre litteratur betecknar namnet vetenskaplig forskning av kristaller. Ordet härstammar från grekiska ordet crystallon = kall droppe / frusen droppe (med den förlängda betydelsen till alla solida material, med någon form av transparens) och graphein = skriva.
Före utvecklingen av röntgenkristallografi, baserades studierna av kristaller på kristallernas geometri. Detta inbegrep att uppmäta vinklarna på kristallernas olika ytor relativt till teoretiska referensvinklar  och etablera en symmetri på dessa kristaller. Tillvägagångssättet är baserat på användning av en goniometer. Den tredimensionella formen på varje kristall kan markeras på en stereografisk projektion exempelvis Lamberts azimutalprojektion. Den kristallografiska vinkeln markeras och varje punkt får en etikett utifrån sitt Millerindex. Den slutliga markören tillåter att en symmetri etableras på kristallen.  
Kristallografiska metoder beror numera på analyser av de diffraktionsmönster som framkommer från ett prov som är målet för strålning av något slag. Strålningen är inte alltid elektromagnetisk, även om röntgenstrålar är det vanligaste valet. För vissa ändamål används elektroner eller neutroner, vilket är möjligt beroende på partiklarnas våglängd. Kristallografer använder ofta en specifik typ av illuminans när de refererar till olika metoder som röntgen-diffraktion, neutron-diffraktion och  elektron-diffraktion.
Dessa tre typer av strålning interagerar med proven på olika sätt. Röntgen interagerar med rumslig distribution av valenselektroner, medan elektroner är laddade partiklar som påverkar den totala laddningens distribution av både atomkärnan och de omgivande elektronerna. Neutronerna är spridda runt atomkärnan genom stark växelverkan, och dessutom är det magnetiska momentet för neutronerna inte exakt noll. De skingras därför också av magnetfältet. På grund av dessa olika former av interaktion, är de tre olika typerna av strålning lämpliga för olika typer av kristallografiska studier.

## Kända vetenskapare
- William Barlow
- William Henry Bragg
- William Lawrence Bragg
- Auguste Bravais
- Pierre Curie
- Francis Crick
- Boris Delone
- Paul Peter Ewald
- Rosalind Franklin
- Georges Friedel
- René Just Haüy
- Carl Hermann
- Dorothy Crowfoot Hodgkin
- Robert Huber
- Ernest-François Mallard
- Charles-Victor Mauguin
- William Hallowes Miller
- Max Perutz
- Hugo Rietveld
- Jean-Baptiste Romé de l'Isle
- Constance Tipper
- Christian Samuel Weiss
- Don Craig Wiley
- Ada Yonath
- Max von Laue
- Louis Pasteur